# A5 (autoestrada)
A A5 ou Autoestrada da Costa do Estoril é uma autoestrada portuguesa, que liga Lisboa com Cascais, ligando a costa litoral sul do norte da Área Metropolitana de Lisboa, tendo uma extensão total de 25 km.
É a mais antiga autoestrada portuguesa, com o primeiro troço inaugurado em 1944 e totalmente concluída em 2015, sendo o eixo fundamental que liga Lisboa à Costa do Estoril e a Cascais, numa extensão de 25 km. A A5 coincide na totalidade da sua extensão com o Itinerário Complementar n.º 15 (IC15).
Esta autoestrada inicia-se no sopé da Serra de Monsanto, no limite urbano da cidade de Lisboa, e dirige-se rumo ao Vale do Jamor, onde encontra o Estádio Nacional do Jamor e se cruza com a A9 (CREL). À vista de vários parques de ciência e tecnologia, a A5 segue por Oeiras e pela zona balnear de Carcavelos e do Estoril para terminar a noroeste de Cascais, junto ao limite do Parque Natural de Sintra-Cascais e a escassos quilómetros da Costa Ocidental e da Praia do Guincho.
É explorada e mantida pela concessionária Brisa e é parcialmente portajada. Entre Oeiras e o Estoril, existe uma taxa de €1,50 cobrada à entrada ou à saída da autoestrada.
Traçado da A 5 no Google Maps e fotografias do Google StreetView

## História

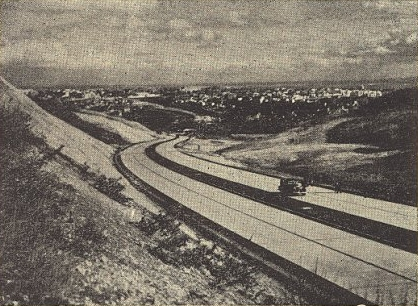
Autoestrada Lisboa–Estádio Nacional (atual A5), na década de 1940.

O que é hoje a autoestrada A5 foi planeada na década de 1930, já com a intenção de ligar Lisboa a Cascais. O seu troço inicial, ligando Lisboa – através do viaduto de Alcântara – ao Estádio Nacional, foi inaugurado em 1944, constituindo a primeira autoestrada portuguesa e uma das primeiras a nível mundial. 
Pelo Plano Rodoviário Nacional de 1945, a Autoestrada Lisboa-Cascais passou a ser oficialmente designada Estrada Nacional n.º 7 (N7). 
O antigo Circuito de Monsanto incluía um trecho desta autoestrada. Em 1959, disputou-se aí o 2.º Grande Prémio de Portugal de Fórmula 1.
Depois da conclusão do primeiro troço, teriam que passar quase três décadas até ao arranque do prolongamento da autoestrada. Em 1972, ano de nascimento da Brisa, o contrato de concessão encarregava a concessionária da construção do troço da N 7 até Cascais, tendo-se as obras iniciado no ano seguinte. No entanto, o 25 de Abril de 1974 trouxe uma nova orientação nas obras públicas e foi dada primazia à construção da A2 do Fogueteiro a Setúbal, tendo as obras ficado suspensas durante anos a fio, entre relatórios que não a consideraram prioritária. Só no final da década de 1980, o governo encabeçado por Aníbal Cavaco Silva decidiu dar luz verde à extensão da A5 até Cascais, tendo as obras ficado concluídas em 1991.
Pelo Plano Rodoviário Nacional de 1985 (PRN 1985), as autoestradas passaram a ter uma numeração própria. A autoestrada Lisboa-Cascais recebeu então a atual designação de Autoestrada n.º 5 (A5). O PRN 1985 também estabeleceu uma rede de itinerários complementares, que em alguns casos se sobrepunham a autoestradas. Nesse âmbito foi criado o Itinerário Complementar n.º 15 (IC15), coincidindo totalmente com a A5.
Desde então, a A5 sofreu sucessivos alargamentos, primeiro entre Lisboa e Carnaxide e depois (já entre 2003 e 2005) no troço entre Carnaxide e Alcabideche. 
Devido à sua extensão reduzida, à data da sua extensão até Cascais, os nós de ligação situados no concelho de Cascais (entre Carcavelos e Cascais) só permitiam entrar para o sentido de Lisboa e sair do sentido de Cascais. Ou seja, quem entrava num dos nós situados no concelho de Cascais só podia sair entre Oeiras e Lisboa. Isto devia-se ao escasso trânsito que diariamente circulava dentro do concelho de Cascais. Porém, em 1995, foi aberta a ligação do nó de Carcavelos para o sentido de Cascais e, aquando da adjudicação da construção da autoestrada A16, em 2006, foi aberta a ligação do nó do Estoril e, com a conclusão da nova autoestrada, foi aberta a ligação do nó de Alcabideche, onde a mesma se inicia. 
Em novembro de 2016 foi inaugurado o último troço da A5, com finalização numa rotunda a partir da qual saem duas ramificações: uma em direção a norte do concelho (via Aldeia do Juso) e outra para sul, que serve as localidades de Birre, Torre, Areia, Quinta da Marinha e Guincho.
A esta rotunda foi atribuído o nome do Professor Delfim Santos, filósofo e pedagogo português, que habitualmente veraneava em Cascais e aí faleceu a 25 de setembro de 1966: «um dos mais prestigiados pedagogos portugueses, o seu nome coroa com absoluta justiça a conclusão da autoestrada».[ligação inativa]
| Troço                      | Situação          | km   |
| -------------------------- | ----------------- | ---- |
| Lisboa - Estádio Nacional  | Em serviço (1944) | 8,0  |
| Estádio Nacional - Cascais | Em serviço (1991) | 17,1 |

## Tráfego

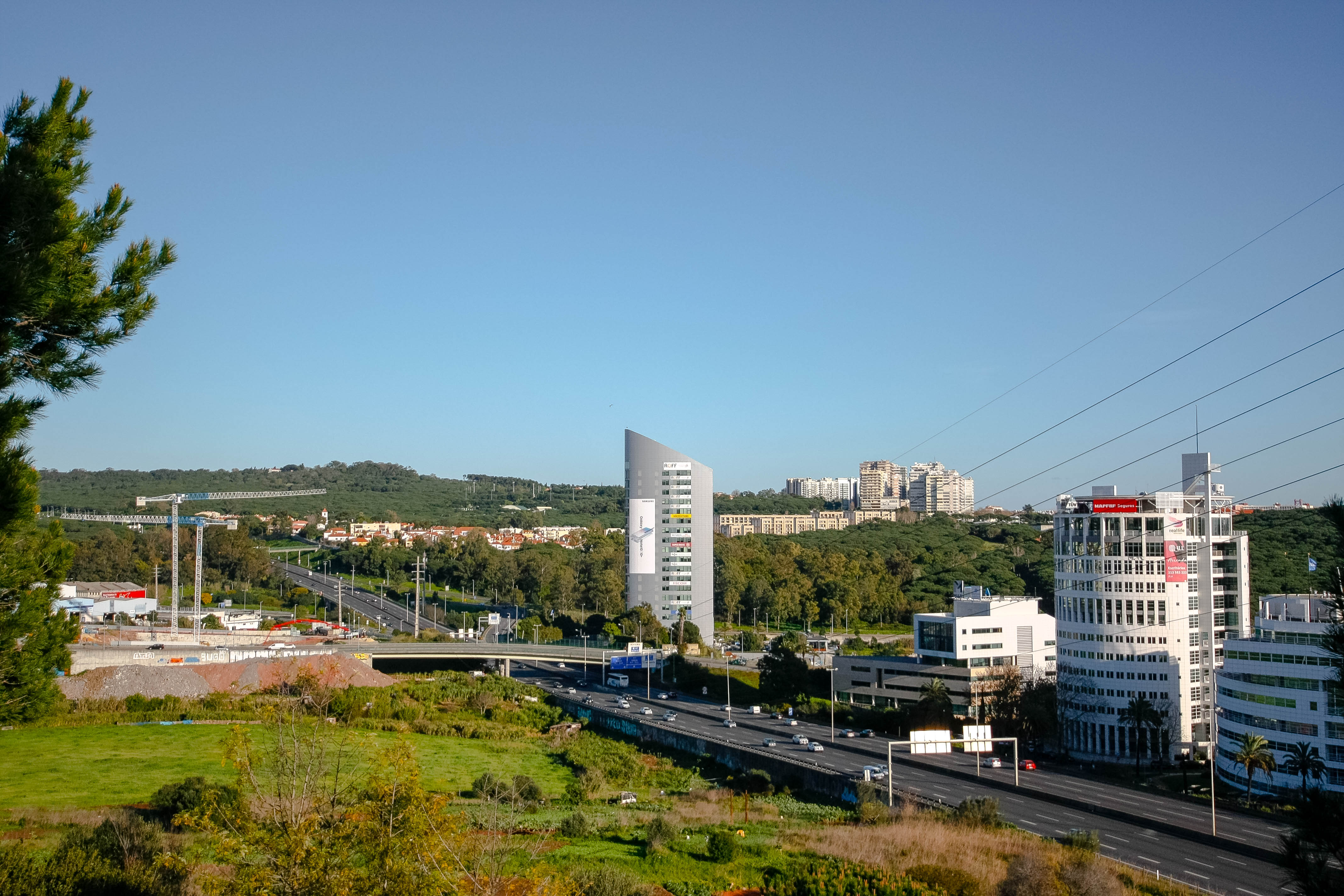
A5 em Miraflores, Oeiras, onde se cruza com a A36 (CRIL).

A  A 5  é, em média de troços, a mais congestionada autoestrada de Portugal, sendo o troço Lisboa - Estádio Nacional o mais congestionado de toda a rede viária nacional.
Nas denominadas horas de ponta (e mesmo em horários usualmente menos sobrecarregados), esta autoestrada está normalmente congestionada, devido à concentração populacional que se situa perto da mesma. A sua alternativa não portajada, a Avenida Marginal, também não costuma ser opção, uma vez que também aí os engarrafamentos são frequentes.
| Troço                     | TMD (03/2009) | TMD (09/2009) | TMD (03/2010) |
| ------------------------- | ------------- | ------------- | ------------- |
| Estádio Nacional - Oeiras | 128 530       | 130 465       | 126 881       |
| Oeiras - Carcavelos       | 83 947        | 85 875        | 81 159        |
| Carcavelos - Estoril      | 55 242        | 56 453        | 53 872        |
| Estoril - Cascais         | 40 519        | 39 748        | 38 296        |

## Perfil
| Troço                   | Perfil | Extensão |
| ----------------------- | ------ | -------- |
| Lisboa - Carnaxide      |        | 5 km     |
| Carnaxide - Alcabideche |        | 17 km    |
| Alcabideche - Cascais   |        | 3 km     |

## Saídas
| Número da Saída                         | km | Nome da Saída                                                      | Estrada que liga                          |
| --------------------------------------- | -- | ------------------------------------------------------------------ | ----------------------------------------- |
|                                         | 0  | Lisboa                                                             | Viaduto Duarte Pacheco                    |
| 1                                       | 1  | Praça de Espanha / Av. Ceuta Almada / Setúbal / Algarve            | IP 7 Eixo Norte-Sul A 2 Ponte 25 de Abril |
| 2                                       | 2  | Monsanto Ajuda                                                     |                                           |
| 3                                       | 3  | Sintra / Amadora Algés / Belém                                     | N 117                                     |
| 4 (sentido Lisboa)                      | 3  | Buraca / Miraflores NORTE - aeroporto                              | A 36 (CRIL)                               |
| 5                                       | 5  | Carnaxide Linda-a-Velha                                            |                                           |
| 6                                       | 8  | Estádio Nacional                                                   |                                           |
| 6                                       | 8  | Loures / A 1 Algés / Caxias                                        | A 9 (CREL)                                |
| 7                                       | 11 | Oeiras / Paço d'Arcos Porto Salvo / Cacém                          | N 249-3                                   |
| Praça de Portagem de Carcavelos (km 15) |    |                                                                    |                                           |
| 8                                       | 15 | Carcavelos Parede São Domingos de Rana                             | N 6-7 N 249-4                             |
| 9                                       | 19 | Estoril Alcabideche                                                | N 6-8                                     |
| 10                                      | 22 | Alcabideche Sintra Autódromo                                       | A 16                                      |
| 10 (sentido Cascais)                    | 23 | Cascais (centro) / Amoreira / Abuxada                              | Av. Sintra                                |
| 11 (sentido Cascais)                    | 23 | Alvide / Cobre                                                     | Terceira Circular de Cascais              |
| 12                                      | 25 | Malveira / Aldeia de Juso Cascais / Birre                          | N 9-1                                     |
|                                         | 25 | Birre / Torre / Areia / Quinta da Marinha / Guincho Aldeia de Juso | Rotunda Delfim Santos                     |

## Áreas de serviço
- Área de Serviço de Oeiras (km 10)